# Charles Poplimont
Charles Poplimont, chevalier de l’ordre des Saints-Maurice-et-Lazare, né à Termonde le 26 avril 1821 et mort  à Chorlton près de Manchester le 7 février 1887, où il s'était rendu afin de faire des recherches et des études généalogiques sur la noblesse anglaise, est un historien, héraldiste, romancier et généalogiste belge francophone.

## Biographie
Charles Poplimont qui avait épousé à Bruxelles le 15 novembre 1845, Thérèse Pauline Césarine Kesteloot, née à Paris le 15 juillet 1826 dont il divorça le 2 septembre 1872 à Laeken pour se remarier, avait commencé très jeune une carrière militaire dans laquelle il parvint au grade de maréchal des logis au 2e régiment d'artillerie en garnison à Gand. Autodidacte, il consacra ses loisirs à s'instruire dans les domaines de l'histoire et des lettres.
Il est l'auteur de romans historiques dans lesquels il recrée un passé glorieux.
Le succès de ses  premiers romans tels le Sequin du juif, lui permit de quitter la carrière militaire pour se consacrer tout entier à l'écriture.
À côté de son activité de romancier, il travaille pour un journal de Gand et au Journal de la Belgique.
Il fut ce qu'on appelle de nos jours correspondant de guerre quand en 1858,  le journal belge l'Observateur belge lui demanda de faire un reportage sur la guerre d'Italie de 1859 qui venait d'éclater et qui vit s’affronter d'une part les armées françaises de Napoléon III et sardo-piémontaises de Victor-Emmanuel, futur roi d'Italie, contre celles de l’empire d'Autriche. Il adressa à ce journal des articles sous forme de correspondance qui eurent beaucoup d'impact et furent réédités sous le titre  Campagne d'Italie.
Sollicité et encouragé par des familles  nobles de Belgique, de France et d'Angleterre et pour répondre à leurs demandes, il alla résider tour à tour dans ces différents pays, s'intéressant progressivement à la généalogie et à l'héraldique, d'abord à côté du roman historique, puis s'y consacrant exclusivement en rédigeant et publiant à partir de 1863 des recueils de dossiers généalogiques en plusieurs volumes.
Si son œuvre romanesque est aujourd'hui oubliée, il reste connu comme l'auteur d'ouvrages de généalogie.

## Critique
L'œuvre romanesque de Charles Poplimont considérée comme relevant des premières tentatives de roman de mœurs et ayant connu  un  «succès populiste», est, au XXe siècle, jugée sans valeur littéraire  par le professeur de lettres  Gustave Charlier  dans son essai  de 1948 Le mouvement romantique en Belgique ; quant à l'universitaire Pierre Halen en 1988 dans Lettres françaises de Belgique, à propos du Sequin du juif, celui-ci indique que « ce roman contient nombre d'invraisemblances où foisonnent les incorrections et intrusions d’auteur à des fins documentaires ou morales.».
Ses ouvrages contenant des biographies et des généalogies ont également été l'objet de plusieurs critiques, ainsi en 1857, pour: donner des informations généalogiques fournies par les intéressés. En 1864, Le beffroi écrit : « Nous croyions que les Poplimont, les O'Gilvy, les van der Heyden, voire les Goethals, etc., avaient suffisamment massacré, embrouillé, amplifié ou simplifié les généalogies des familles belges, pour que l'orgueil héraldique des nobles et des roturiers fut désormais assouvi...». En 1893, pour « plus ou moins habilement marier le vrai au faux », en 1896, « dont on peut douter ». En 1911, La Revue tournaisienne histoire, archéologie, art, folklore  écrit, à propos de Charles Poplimont : « Il y a des généalogistes qui aiment à joindre l'impossible à l'invraisemblable et obtiennent par là des effets de haut comique. On ne peut pas toujours être sérieux.». En 1912, le généalogiste Paul-Armand du Chastel de la Howarderie relève une « filiation grandiosement erronée ». En 1921, pour faire preuve de complaisance, en 1925, pour contenir des erreurs et inventions. Bertrand Galimard Flavigny dans Noblesse: mode d'emploi, (1999) classe Charles Poplimont dans une liste de cinq auteurs de généalogies (avec le chevalier de Courcelles, P. Louis Lainé, La Chesnaye-Desbois, Henri J.G. de Milleville)  « à utiliser avec prudence ».

## Publications
Romans
- L'Expédition du Milianah, 1844
- Le Sequin du Juif, aventure d’un belge en Algérie, Gand, 1845, 2 volumes, roman d'aventures
- Le Colon de Guatemala et La Grisette Gantoise: Esquisses de Mœurs Militaires... ,  Gand,  Verhulst, 1845, 3 volumes,  (roman réaliste)
- Conrard le Tisserand; chronique gantoise du XIVe siècle, Gand, 1845, 3 volumes
- Le juge Lynch, ou Vie et aventures de Jonathan Jefferson Whitlaw, Bruxelles, A. Lebègue, 1860-1861, 3 volumes, traduit de l'anglais par Charles Poplimont. (présenté comme une traduction)

Lettres
- Lettres sur la campagne d'Italie en 1859, Paris : Ch. Tanera, 1860 [19]

Ouvrages  historiques et généalogiques
- La Belgique depuis mil huit cent trente : Révolution belge 1830-1848, Bruxelles, Labroue, 1852[20]
- La Noblesse belge. Biographies nationales, Bruxelles, Labroue et Cie, 1856 - 1858
- Généalogie historique de la maison de Chanaleilles, Bonaventure et Ducessois, Paris, 1856 (disponible sur le site Gallica de la BnF)
- La Belgique héraldique. Recueil historique, chronologique, généalogique et biographique complet de toutes les maisons nobles reconnues de la Belgique, Bruxelles, 1863-1867 ; 11 volumes[21].
- La Dynastie belge, Bruxelles , Imp.-Lith. A. Ternen & C., 1868 [22]
- La France héraldique, Saint-Germain, E. Heutte et Cie. 1873-1875 ; 8 volumes.
- Notice généalogique sur la maison de Chanaleilles, Antonio Azur, Paris, 1873 (disponible sur le site Gallica de la BnF)